# Aerodynamic (蠢朋克歌曲)
Aerodynamic（英语直译：空气动力）是法国电子音乐二人组蠢朋克的一首器乐歌曲。这首歌于2001年3月28日发行，是蠢朋克录音室专辑的第二首单曲。Aerodynamic作Digital Love的B面单曲，在俱乐部播放后登上美国舞曲排行榜。

## 作曲
盖-马努尔·德霍曼-克里斯托曾将《发现》专辑描述为“过去与未来的混合，也许是现在。” 托马斯·本高特在2001年的一次采访中也详细阐述道：“如今很多浩室音乐只是使用了20世纪70年代和20世纪80年代迪斯科唱片的样本……虽然我们可能受到了一些迪斯科的影响，但我们决定更进一步，引入我们小时候喜欢的所有音乐元素，无论是迪斯科、电子乐、重金属、摇滚音乐还是古典音乐。”
这一点在Aerodynamic的结构中得到了体现，它建立了一个放克音乐的旋律，然后停顿在由 “金属质感双手敲击电吉他”组成的獨奏中，将两种风格结合在一起，最后以一个单独的 “空间感更强”的电子乐段结束。 这些独奏元素被俏皮地描述为 "不可能的、荒谬的英格威吉他琶音， 反映了古典音乐中小提琴部分常见的快速琶音。本高特承认：“有些人可能会认为《Aerodynamic》这首歌中的吉他独奏品味不佳，但对我们来说，这完全是为了忠于自我，不在乎别人的看法。 我们真的试着把我们小时候喜欢的大部分东西都融入其中，并把这种乐趣带入其中。 本高特还评论说，“这首歌的结尾完全是巴洛克音乐，是我们把古典音乐融合新型潮流音乐类型而成的”。
《Aerodynamic》单曲的B面混音版名为 《Aerodynamite》。《Aerodynamic》的另一首混音版由底特律的嘻哈团体Slum Village（直译：贫民窟村庄）制作。Slum Village混音版的创作源于该组合在其歌曲“《Raise It Up》”中未经授权使用了本高特的「Extra Dry」采样。佩德罗·温特并没有因为使用了样本而要求赔偿，而是建议蠢朋克邀请Slum Village为他们的一首歌曲进行混音。
《Aerodynamite》和贫民窟村庄混音版后来都收录在蠢朋克的混音专辑《Daft Club》中。 这张专辑还收录了《Aerodynamic》的蠢朋克长混音版，其中包含了《One More Time》歌曲的元素。《Aerodynamic》和《One More Time》的现场混音一起收录在现场专辑《Alive 2007》。

## 音乐视频
该音乐于2001年发布，后来成为2003年的动画电影《星际5555：异星梦系统秘传》背景原声带音乐。 视频中，一队人形士兵用毒气麻醉观众，并毒杀和绑架了《One More Time》视频中的外星乐队成员。 吉他手（后被证实名为 Arpegius）逃脱了部队的追捕，但其中一名士兵用麻醉镖射杀了他。 部队将成员集中到吊舱中，吊舱被传送到一艘飞船上。 观众迷迷糊糊地醒来，然后飞船飞走了。

## 影响
这首歌曾在法国电影《L'Auberge espagnole》中使用。在音乐电视网（MTV）节目《Pimp my Ride》、《Date My Mom》、《Quiero mis quinces》和《Next (2005年电视系列)》中，该歌曲《Aerodynamic》也由迈琳·克拉斯在潘婷广告中用钢琴演奏。
威利在2008年专辑《See Clear Now》中的歌曲《Summertime》采用了《Aerodynamic》的采样。 尼基·羅米洛于2011年发行了《Aerodynamic》的混音版本。这首歌还为2012年的电子游戏《Kinect Star Wars》重新混音。

## 曲目列表
| CD-Maxi (Virgin 8974762) | CD-Maxi (Virgin 8974762) | CD-Maxi (Virgin 8974762) |
| 曲序                     | 曲目                     | 时长                     |
| ------------------------ | ------------------------ | ------------------------ |
| 1.                       | Aerodynamic              | 3:45                     |
| 2.                       | Aerodynamite             | 7:46                     |
| 总时长：                 | 总时长：                 | 11:31                    |

## 排行榜
| 年份 (2001年)                        | 最高 排名 |
| ------------------------------------ | --------- |
| 澳大利亚 (澳大利亚唱片业协会榜)      | 67        |
| 比利时佛兰德（Ultratop五十强单曲榜） | 42        |
| 比利时瓦隆（Ultratop五十强单曲榜）   | 24        |
| 捷克（電台百強單曲榜）               | 46        |
| 芬兰（芬蘭官方單曲榜）               | 19        |
| 法国（法國唱片出版業公會單曲榜）     | 34        |
| 意大利（意大利音乐产业联盟单曲榜）   | 32        |
| 荷兰（百强单曲榜）                   | 73        |
| 瑞士（瑞士热门音乐榜）               | 46        |
| 英國（官方榜单公司單曲榜）           | 97        |

## 脚注
1. ↑  《Aerodynamic》在澳大利亚与《Digital Love》一起跻身双A面榜单

## 相关链接
- 《Aerodynamic》在Discogs的頁面
- 蠢朋克官网 （页面存档备份，存于）
- 官方网站（德国）
- 蠢朋克官方网站（维京唱片公司）